# 은산제현

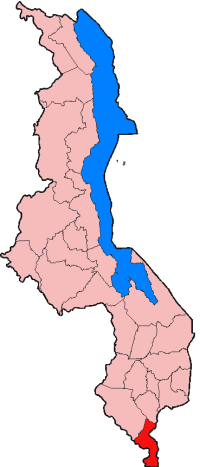
은산제 현

은산제현(Nsanje District)는 말라위 남부 주에 위치한 현으로, 현도는 은산제이며 면적은 1,942km2, 인구는 194,924명이다. 티올로 현, 치콰와 현과 인접해 있으며 모잠비크와 국경을 맞대고 있다.